# Агапкін Василь Іванович
Василь Іванович Агапкін (рос. Василий Иванович Агапкин 22 січня 1884 — 29 жовтня 1964, Москва) — російський та радянський музикант, диригент та композитор, автор широко відомого марша «Прощання слов'янки».

## Сиротське дитинство
Народився в тодішньому селі Шанчерово на Рязанщині (зараз мале місто Михайлов Рязанської області). Мав просте походження, батько був батраком. Мати рано померла і батько оженився вдруге. Родина перебралась у місто Астрахань, де батько працював вантажником, а родину було легше прогодувати. Важка, виснажлива робота не сприяла здоров'ю батька і в Астрахані він помер, коли синові було шість років (зі спогадів доньки Василя Івановича). Мачуха не могла прогодувати чотирьох дітей, тому діти декілька років просили милостиню. Одного разу Василь побачив прохід вояків вулицею з духовим оркестром і захворів музикою. Вдома він просив мачуху, що хоче грати і марширувати як солдати, котрих неодноразово супроводжував до казарми.

## Російський військовий музика
Мачуха нарешті здалася і відвела хлопця до керівника військового оркестру. На щастя у хлопчика десяти років виявився абсолютний слух. Так він став вихованцем та учнем в духовому оркестрі Царьовського резервного батальйону Астраханського резервного полку. В період 1899—1906 років Василь Агапкін вільнонайманим музикантом служив у різних військових оркестрах в містах Астрахань, Грозний, Александрополь. Він став опорою для своєї батьківської родини і сестер, відправляв туди частину власної зарплатні. Царську військову службу закінчив 1909 року, перебрався у місто Тамбов. Відсутність цивільного фаху примусила піти в полковий оркестр 7-го запасного Тамбовського кавалерійського полку.

## Музична освіта і одруження
Тамбов став місцем суттєвих змін в його долі. Там відбулося знайомство з дівчиною Ольгою, що стане його дружиною. Вони оселилися на Гімназичній вулиці. Саме Ольга наполягала на отриманні музичної освіти чоловіком. Василь 1911 р. без відриву від служби влаштувався на навчання в Тамбовське музичне училище (духові інструменти, клас Федора Михайловича Кадичева).

## Створення маршу «Прощання слов'янки»

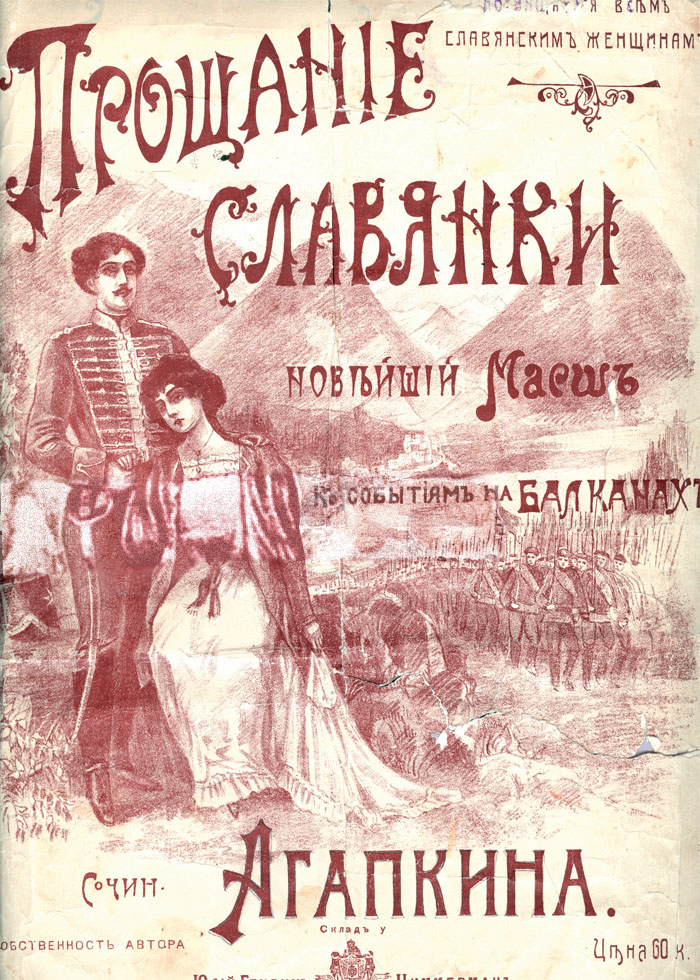
Обкладинка першого видання нот «Прощання слов'янки» 1912 року.

Саме у Тамбові Василь Іванович і створив марш «Прощання слов'янки» 1912 року. В той період розпочалася Балканська війна, події котрої висвітлювали газети Російської імперії. Греки, серби, болгари, чорногорці ризикували життям, аби позбавитися турецького поневолення. Серед вояків були і патріотично налаштовані жінки, що йшли у прості солдати. Серед них газети сповіщали і про солдатку Софію Йоаннович. Її доля чимось зачепила Василя Івановича і думка про неї не відпускала. Народилось натхнення і Василь Іванович сідав за фортепіано та грав. Мелодія далась не одразу, але він працював неупинно, довго (про це свідчили домашні). Свій перший варіант твору він показав тодішньому капельмейстеру оркестру Милову. Той зробив свої зауваження. Марш знову переробили. Милов порадив Агапкіну відвезти ноти нового маршу у місто Сімферополь, де мешкав капельмейстер Яків Богорад, що був також видавцем нот. Богорад і допоміг оркеструвати марш та записати клавір. В тому ж Сімферополі і були оприлюднені перші сто зразків нот маршу. В сентиментальній стилістиці того періоду на обкладинці сумна паньонка прощалася з гусаром, а повз умовні гори рухався загін вояків. Але напис повертав до суворої буденності — (російською) «Прощание славянки» — новейший марш к событиям на Балканах. Посвящается всем славянским женщинам. Сочинение Агапкина". Вже 1915 року в місті Києві відбулося перевидання нот нового маршу.

## Власне життя марша
У марша почалося власне життя. Невдовзі на музику поклали нові вірші і марш став ще і піснями. Кожен раз тексти міняли у відповідності до місцевих потреб місцеві поети. Марш або пісня супроводжувала відправку вояків на фронти 1-ї світової війни. Після більшовицького перевороту у жовтні 1917 р. марш і пісня з новими текстами були привласнені вояками Денікіна, стали маршем Сибірської народної армії, армії Колчака, Дроздовської дивізії, піснею студентського батальйону Добровольчеського батальйону тощо.

## Уривок зі спогадів В. Агапкіна
| Старе офіцерство не поспішало переводити мене на посаду капельмейстерпа та довго ще утримувало в солдатській шинелі, хоча й бачили в мені талант та знання нашої справи, але познущатися хотіли. Так і перебував у солдатах[1]. |

## Життя Агапкіна в СРСР. Служба в НКВС як музиканта
1918 рік був непростим для музиканта. Про еміграцію не йшлося, не було ні грошей, ні знання іноземних мов. Колишній царський полк розформували, зробили його Червоним гусарським Варшавським полком, в котрому він і залишився. Брав участь у військових операціях Південного та Південно-західного фронтів. В той період захворів на тиф і був відправлений у тил в місто Тамбов. Це прийшлося на тамбовське повстання Антонова. Агапкіна заарештували і хотіли розстріляти. За нього просила дружина і доля зглянулася на не старого ще капельмейстера. Пригадали, що він автор улюбленого маршу «Прощання слов'янки». Практично музичний твір врятував йому життя.
Але марш у СРСР був заборонений, маршу пригадали надзвичайну популярність у військах Білої гвардії. Реабілітація «Прощання слов'яки» прийде лише після радянського кінофільму "Летять журавлі " Михайла Калатозова 1957 року. Репресованими та забороненими були в СРСР також «Реквієм» Моцарта, «Божествена літургія» Петра Чайковского, «Всенощна» Сергія Рахманінова, церковна музика Баха, Генделя, низки німецьких класиків. Тобто Василь Агапкін опинився в чудовій кампанії музичних класиків ще за життя.
Повстання Антонова у Тамбові було придушене вояками особливого призначення ВЧК. А музиканта включили у списки особливого призначення ВЧК. Як військовий він підкорився, ще не знаючи, що з ВЧК буде пов'язаний на все життя.
- 1922 року його перевели у Москву, що стала столицею СРСР.
- 1924 року він з оркестром гратиме на похованні Володимира Леніна.
- 1941 року він з оркестром гратиме на історичному параді в засніженій і морозній Москві.
- 1945 року він з оркестром гратиме на історичному параді вояків переможців на тій же площі.
- Агапкін був включений до радянської комісії, що розробила нову музичну мелодію для курантів Спасської вежі в Кремлі.

Навіть служба в НКВС не гарантувала ні безпеки, ні спокою. На зламі 1952—1953 рр. на нього була заведена справа у звинуваченні допомозі сестрам з Угорщини (Агапкін пересилав їм гроші після сталінських репресій їх батька). Донос був від замполіта оркестру, котрим керував Агапкін (датований 1953 р. і збережений у архіві НКВС). Але в слідчу справу втрутилися політичні зміни. На початку березня 1953 р. помер Сталін і стало не до якогось старого музиканта. Справу згодом закрили.

## Опікування безпритульними дітьми
Ще 1928 року Василь Агапкін пішов працювати у Болшевську комуну безпритульних дітей. Він створив там духовий оркестр зі здібних дітей-сиріт, яким був колись і сам.

## Пенсіонер
Всього Василь Агапків прослужив військовим музикантом 61 рік. Він пішов у відставку у 1955 році і тривалий час мешкав на дачі у містечку Хотьково Московської області. Вже полковник у відставці, він вів тихе життя радянського пенсіонера.

## Смерть
Помер у 1964 р. Похований на Ваганьківському кладовищі. В місті Тамбов в нову добу встановили монумент на честь композитора Василя Агапкіна. Мелодія «Прощання слов'янки» зроблена офіційним гімном Тамбовської області та Краснодарського краю.